# Fernando Tabales Prieto
Fernando Tabales Prieto   (Sevilla, 29 de setembre de 1914 - Sevilla, 28 de maig de 1983) fou un futbolista andalús de la dècada de 1940.

## Trajectòria
Tabales es formà al futbol andalús d'abans i durant la Guerra Civil, defensant els colors de Racing de Córdoba, Recreativo de Granada i Reial Betis. Acabada la Guerra marxà a l'Aviación Nacional, club fundat el 1937 que el 1939 es fusionà amb l'Atlètic de Madrid, formant l'Atlético Aviación. Amb aquest club guanyà dues lligues espanyoles (1940, 1941), un campionat regional madrileny (1939) i una Copa de Campions (1941). A més, el 1940 guanyà el Trofeu Zamora al porter menys golejat de lliga. La temporada 1944-45 marxà a l'Albacete Balompié i el 1945 a la UD Salamanca, però una lesió de Josep Trias al RCD Espanyol feu que fitxés pel club blanc-i-blau aquell mateix any. Només jugà una temporada a l'equip amb 2 partits de lliga disputats. Una derrota per 1-5 davant l'Athletic el dia del seu debut acabà amb la titularitat del porter a l'Espanyol. Posteriorment defensà els colors de la UE Valls, a categoria regional, la UE Sant Andreu, a Tercera Divisió, FC Santboià i CF Martorell.

## Palmarès
Atlético Aviación
- Campionat Regional Centre:
  - 1939
- Lliga espanyola:
  - 1939-40, 1940-41
- Trofeu de Campions:
  - 1941
- Trofeu Zamora:
  - 1940